# Brighton, Alabama
Brighton är en ort i Jefferson County i Alabama. Vid 2010 års folkräkning hade Brighton 2 945 invånare.

## Kända personer från Brighton
- Albert Hall, skådespelare